# Atıf Yılmaz
Atıf Yılmaz, né le 9 décembre 1925 à Mersin et mort le 5 mai 2006 à Istanbul en Turquie, est un réalisateur, scénariste et producteur turc. Très prolifique, il était vu par certains comme le « grand frère du cinéma turc ». 

## Biographie
Atıf Yılmaz est né le 9 décembre 1925 à Mersin, Turquie, issu d'une famille Kurde originaire de Palu. Après l'école secondaire de Mersin, il suit l'enseignement de l'École de Droit de l'Université d'Istanbul, avant d'abandonner pour entrer aux Beaux-Arts.
En septembre 2005, lors du festival du film d’Antalya où il présente son dernier film, La Fausse Fiancée, il est admis à l’hôpital pour des troubles gastro-intestinaux. Il décède le 5 mai 2006 à Istanbul, alors âgé de 80 ans.

### Carrière
À ses débuts, il travaille comme critique de cinéma, expose et vend quelques peintures, et écrit plusieurs scripts de films pour gagner sa vie. Il remarquera plus tard que son éducation en peinture l’aura aidé à diriger ses films. 
Il commence sa carrière en co-dirigeant deux films en tant que directeur assistant de Semih Evin en 1950. 
Il réalise son premier film l’année suivante, film Kanlı Feryat (The Bloody Cry ou Le Cri Sanglant), marquant le début d’une des plus longues filmographies du cinéma turc. Il réalisera au long de sa carrière environ 120 films qui lui vaudra le surnom de "père fondateur du cinéma turc". 
En 1960, il crée sa propre maison de production « Yerli Film » avec l’acteur Orhan Günşıray. 
Parmi ses nombreux succès, on peut relever Le Sanglot, Le Coupable, Le Roi sans couronne, Les Pauvres Gens, Le Raid, Le sacrifice et Après la chute. 

### Vie privée
Il s'est marié trois fois. Sa première femme était l'actrice Nurhan Nur. Après le divorce de sa seconde épouse, la dramaturge Ayşe Şasa, il se marie avec Deniz Türkali, fille de Vedat Türkali, un romancier turc, scénariste et réalisateur, qui a travaillé sur plusieurs de ses films. Atıf Yılmaz a une fille (premier mariage), Kezban Arca (Batıbeki).

## Un cinéaste engagé
Atıf Yılmaz est connu pour porter de nombreux messages sociaux à travers ses films. La plupart des thèmes qu’il aborde à travers une approche populaire étaient considérés comme tabous à l’époque où il réalise ses films, notamment la sexualité et l’émancipation féminine. Des films comme Mine et Her Name is Vasfiye ont par ailleurs provoqués de vives réactions de la société, considérés comme de réelles révolutions quant à la représentation de la sexualité dans le cinéma turc. À l’époque où le gouvernement est très sévère envers le cinéma, Atıf Yılmaz, décide d’aborder les questions de genre en combinant la comédie avec le folklore et les légendes locales pour contrecarrer la censure et utilise souvent des allégories pour faire passer ses messages sociaux et politiques.
Le réalisateur marqua l’évolution de la position du cinéma turc sur ces questions de genre et les représentations de la sexualité, en portant un regard sur celle de la morale de la société turque en pleine mutation. Selon Atıf Yılmaz une telle évolution gagne souvent en visibilité à travers les histoires de femmes, puisque "les femmes sont des personnages plus dramatiques (…) et à tous les niveaux de la société, elles sont à la recherche d'une identité". Atıf Yılmaz est également le premier réalisateur d’un film turc montrant deux femmes faisant l’amour à l’écran. Dans La Nuit, l’ange et nos enfants, il met en scène des personnages composés de prostituées, travestis et de transsexuels
Dans son film Berdel, Atıf Yılmaz raconte l’histoire d'Ömer et son épouse Hanim qui vient de donner naissance à leur cinquième fille, un désastre pour la communauté patriarcale dans laquelle ils vivent. Ömer, mécontent de ne pas avoir un garçon et malgré l’amour qu’il porte à sa femme décide de prendre une deuxième épouse. Personne n'est heureux, encore moins la fille de Hanim, Beyaz qui sera obligée de devenir la deuxième épouse d'un homme plus âgé afin que son père puisse lui-même prendre une deuxième épouse et éviter la dot, selon la coutume de «Berdel». Ce film montre comment le réalisateur dépeint le portrait d’une société qui entre dans le monde moderne. Il dénonce dans d'autres films comme Une Goutte d'Amour (1984) ou Aaahh Belinda (1986), les pressions que subissent les femmes turques et les injustices auxquelles elles doivent faire face dans une société en rapide mutation mais toujours dominée par la volonté masculine confortée par les traditions.
Atıf Yilmaz s'attaque aussi à la timidité qui empêche la discussion publique sur la sexualité masculine. En 2001 il travaille avec l’artiste Gülsün Karamustafa, sur un projet intitulé Men Crying. Ce dernier demande à Atif Yilmaz de réaliser trois courtes vidéos de 1 à 3 minutes jouées par trois acteurs différents. Dans chaque vidéo, les hommes pleurent, souffrant d’un rupture et de l’abandon de leurs femmes. La fonction des acteurs est de verser des larmes à la place du spectateur masculin, qui, dans la société turque des années 1960-1970 et par tradition, ne peut exprimer ouvertement de telles émotions. L’artiste met donc en œuvre des larmes par procuration dans un contexte de « déterminisme des sexes dans la société turque ». 
Le réalisateur aborde également le la thématique migratoire dans plusieurs films. Oh, Belle Istanbul, réalisé en 1966, relate l’histoire de deux personnages rêvant de devenir artistes. Fraichement arrivée en ville et attirée par la fortune et la gloire, l’héroïne, Ayse, se retrouve désorientée dans cette grande ville, où d’anciennes identités sont abandonnées et de nouvelles se forment. Ce film aborde l’exode rural en évoquant le déchirement et la désillusion des paysans attirés par les grandes villes.

## L'influence sur le cinéma turc
Atif Yilmaz n'a jamais cessé de faire du cinéma toute sa vie et même à l'époque où l'industrie arrêtait de tourner pour des raisons économiques. Il marqua plusieurs générations de cinéastes et joua un rôle dans la formation de réalisateurs comme Yılmaz Güney, Şerif Gören, Zeki Ökten ou Ali Özgentürk.
C'est le premier réalisateur à engager Yılmaz Güney en 1958, futur réalisateur de Yol, la permission (1982). Ce dernier alors au chômage est appelé par Yatif Yilmaz pour travailler sur le scénario du film Les Enfants de la Patrie. Son apport leur a paru si intéressant qu'ils ont décidé de prendre Güney comme deuxième assistant. Enfin, l'absence d'un des acteurs au moment du tournage lui a donné l'occasion de jouer le rôle mineur d'un jeune paysan engagé dans la résistance nationale contre l'occupant. C'est ainsi que débuta la carrière cinématographique de Yilmaz Güney, qui deviendra un des plus célèbres réalisateurs et scénaristes turc. Il sera à l'origine d'un virage radical dans le cinema turc, poussant beaucoup plus loin les tentatives de dénonciation de l'exploitation du peuple et de l'hypocrisie des coutumes sociales, amorcées par ses prédécesseurs comme Atif Yilmaz.

## Filmographie

### Réalisateur
- 1951 : Kanlı Feryad (The Bloody Cry)
- 1951 : Mezarımı Taştan Oyun
- 1952 : İki Kafadar Deliler Pansiyonunda
- 1953 : Aşk Izdırabtır
- 1953 : Hıçkırık (The Sob)
- 1954 : Şimal Yıldızı (The North Star)
- 1955 : Kadın Severse (If a Woman Loves)
- 1955 : Dağları Bekleyen Kız (The Girl Who Watched the Mountains)
- 1955 : İlk Ve Son (The First and the Last)
- 1956 : Beş Hasta Var (There Are Five Patients)
- 1957 : Gelinin Muradı
- 1958 : Bir Şoförün Gizli Defteri
- 1958 : Yaşamak Hakkımdır
- 1958 : Kumpanya
- 1959 : Karacaoğlan'ın Kara Sevdası
- 1959 : Bu Vatanın Çocukları (This Land's Children)
- 1959 : Ala Geyik (The Fallow Deer)
- 1960 : Ayşecik Seytan Çekici (Aysecik: Bright Kid)
- 1960 : Suçlu (The Guilty One)
- 1960 : Dolandırıcılar Şahı (The King of Swindlers)
- 1960 : Ölüm Perdesi (The Death Curtain)
- 1961 : Seni Kaybedersem (If I Lose You)
- 1961 : Tatlı Bela (The Sweet Calamity)
- 1961 : Kızıl Vazo (The Red Vase)
- 1961 : Allah Cezanı Versin Osman Bey
- 1962 : Battı Balık
- 1962 : Beş Kardeştiler
- 1962 : Bir Gecelik Gelin
- 1962 : Cengiz Han'ın Hazineleri (Treasures of Genghis Khan)
- 1963 : İki Gemi Yanyana (Two Ships, Side by Side)
- 1963 : Azrailin Habercisi (The Messenger of Death)
- 1963 : Yarın Bizimdir
- 1964 : Kalbe Vuran Düşman
- 1964 : Keşanlı Ali Destanı (Kesanli Ali's Epic)
- 1964 : Erkek Ali
- 1965 : Sayılı Dakikalar
- 1965 : Hep O Şarkı
- 1965 : Taçsız Kral (The Crownless King)
- 1965 : Murat'ın Türküsü
- 1966 : Sevgilim Bir Artistti
- 1966 : Toprağın Kanı (The Blood of the Earth)
- 1966 : Ah Güzel İstanbul (Oh Beautiful Istanbul)
- 1966 : Ölüm Tarlası (The Death Field)]
- 1966 : Pembe Kadın
- 1967 : Harun Reşid'ın Gözdesi
- 1967 : Balatlı Arif
- 1967 : Kozanoğlu
- 1968 : Yasemin'ın Tatlı Aşkı
- 1968 : Cemile
- 1968 : Köroğlu
- 1969 : Kızıl Vazo
- 1969 : Kölen Olayım
- 1969 : Menekşe Gözler
- 1970 : Aşktan da Üstün
- 1970 : Zeyno
- 1970 : Kara Gözlüm
- 1970 : Darıldın Mı Cicim Bana
- 1971 : Battal Gazi Destanı
- 1971 : Ateş Parçası
- 1971 : Unutulan Kadın
- 1971 : Yedi Kocalı Hürmüz
- 1972 : Güllü
- 1972 : Cemo
- 1972 : Utanç (Shame)
- 1972 : Köle
- 1972 : Zulüm
- 1972 : Gelinlik Kızlar
- 1972 : Günahsızlar
- 1973 : Kambur
- 1973 : Güllü Geliyor Güllü
- 1973 : Mevlana
- 1974 : Zavallılar (The Poor People orThe Suffering Ones)
- 1974 : Kuma
- 1974 : Salako
- 1975 : İşte Hayat
- 1975 : Çapkın Hırsız
- 1975 : Deli Yusuf
- 1976 : Hasip İle Nasip
- 1976 : Baş Belası
- 1976 : Tuzak
- 1976 : Mağlup Edilemeyenler
- 1977 : Baskın (The Raid)
- 1977 : Yangın
- 1977 : Selvi Boylum, Al Yazmalım (My Girl with the Red Scarf)
- 1977 : Acı Hatıralar
- 1977 : Güllüşah İle İbo
- 1977 : Seyahatname
- 1978 : Kibar Feyzo
- 1978 : Minik Serçe (The Little Sparrow)
- 1978 : Köşeyi Dönen Adam
- 1979 : İnsan Avcısı (Heart of a Father)
- 1979 : Adak (The Sacrifice)
- 1979 : N'Olacak Şimdi
- 1980 : Talihli Amele
- 1981 : Deli Kan
- 1982 : Dolap Beygiri
- 1983 : Mine (en)
- 1983 : Seni Seviyorum
- 1983 : Şekerpare
- 1984 : Bir Yudum Sevgi (A Sip of Love)
- 1984 : Dağınık Yatak
- 1985 : Adı Vasfiye (Her Name is Vasfiye)
- 1985 : Dul Bir Kadın
- 1986 : Asiye Nasıl Kurtulur
- 1986 : The Windmill
- 1986 : Aaahh Belinda
- 1987 : Kadının Adı Yok
- 1987 : Hayallerim, Aşkım Ve Sen
- 1988 : Devil, My Friend
- 1989 : Ölü Bir Deniz
- 1990 : Berdel
- 1990 : Bekle Dedim Gölgeye
- 1991 : Safiyedir Kızın Adı
- 1992 : Walking After Midnight
- 1993 : Tatlı Betüş
- 1993 : Gece, Melek Ve Bizim Çocuklar
- 1995 : Yer Çekimli Aşklar
- 1997 : Nihavend Mucize
- 1999 : Eylül Fırtınası (After the Fall)
- 2004 : Eğreti Gelin

### Producteur
- 1960 : Dolandırıcılar Şahı (The King of Swindlers)
- 1961 : Seni Kaybedersem (If I Lose You)
- 1961 : Allah Cezanı Versin Osman Bey
- 1962 : Cengiz Han'ın Hazineleri (Treasures of Genghis Khan)
- 1963 : Azrailin Habercisi (The Messenger of Death)]
- 1963 : Yarın Bizimdir
- 1966 : Toprağın Kanı (The Blood of the Earth)
- 1978 : Maden
- 1978 : Minik Serçe
- 1979 : Adak
- 1980 : Talihli Amele
- 1981 : Deli Kan
- 1982 : Göl
- 1982 : Mine
- 1983 : Seni Seviyorum
- 1984 : Bir Yudum Sevgi
- 1986 : Asiye Nasıl Kurtulur
- 1989 : Ölü Bir Deniz
- 1989 : İçimizden Biri: Yunus Emre
- 1991 : Safiyedir Kızın Adı
- 1992 : Düş Gezginleri
- 1992 : Mozaik
- 1993 : Gece, Melek Ve Bizim Çocuklar
- 1997 : Nihavend Mucize
- 1999 : Eylül Fırtınası (After the Fall)
- 2000 : Sıdıka
- 2003 : Şıh Senem

### Scénariste
- 1951 : Kanlı Feryad
- 1952 : İki Kafadar Deliler Pansiyonunda
- 1953 : Aşk Izdırabtır
- 1953 : Hıçkırık
- 1955 : Dağları Bekleyen Kız
- 1955 : İlk Ve Son
- 1955 : Kadın Severse
- 1956 : Beş Hasta Var
- 1957 : Gelinin Muradı
- 1958 : Bir Şoförün Gizli Defteri
- 1958 : Çoban Kızı
- 1958 : Kumpanya
- 1958 : Yaşamak Hakkımdır
- 1958 : Üç Arkadaş
- 1959 : Bu Vatanın Çocukları
- 1959 : Ala Geyik
- 1959 : Karacaoğlan'ın Kara Sevdası
- 1960 : Şoför Nebahat
- 1960 : Ateşten Damla
- 1960 : Suçlu
- 1961 : Seni Kaybedersem
- 1961 : Yaban Gülü
- 1963 : İki Gemi Yanyana
- 1964 : Öp Annemin Elini
- 1964 : Keşanlı Ali Destanı
- 1965 : Murat'ın Türküsü
- 1968 : Yasemin'ın Tatlı Aşkı
- 1969 : Kızıl Vazo
- 1971 : Ateş Parçası
- 1971 : Battal Gazi Destanı
- 1974 : Zavallılar
- 1974 : Kuma
- 1975 : Deli Yusuf
- 1976 : Mağlup Edilemeyenler
- 1977 : Güllüşah İle İbo
- 1978 : Minik Serçe
- 1979 : N'Olacak Şimdi
- 1980 : Zübük
- 1981 : Deli Kan
- 1982 : Mine
- 1982 : Dolap Beygiri
- 1984 : Bir Yudum Sevgi
- 1985 : Dul Bir Kadın
- 1986 : Asiye Nasıl Kurtulur
- 1987 : Kadının Adı Yok
- 1988 : Arkadaşım Şeytan
- 1989 : Ölü Bir Deniz
- 1990 : Berdel
- 1991 : Safiyedir Kızın Adı
- 1992 : Düş Gezginleri
- 1993 : Tatlı Betüş
- 2004 : Eğreti Gelin

## Récompenses et distinctions
- Society of Journalists Turkish Film Festival, 1959, This Land's Children, Meilleur réalisateur
- 2e Festival du film d'Antalya, 1965, Kesanli Ali's Epic, Meilleur réalisateur
- 2e Festival du film d'Antalya, 1965, Kesanli Ali's Epic, film finaliste
- 9e Festival du film d'Antalya, 1972, Zulüm, film finaliste
- 13e Festival du film d'Antalya, 1976, Deli Yusuf, Meilleur réalisateur
- 15e Festival du film d'Antalya, 1978, My Girl with the Red Scarf, Meilleur réalisateur
- 21e Festival du film d'Antalya, 1984, A Sip of Love, Meilleur réalisateur
- Festival international du film d'Istanbul, 1985, A Sip of Love, Meilleur film turc de l'année
- Festival international du film d'Istanbul, 1986, Her Name is Vasfiye, Meilleur film turc de l'année
- 23e Festival du film d'Antalya, 1986, Ah! Belinda, Meilleur réalisateur
- 10e Festival international du film d'Istanbul, 1991, Prix d'honneur
- Mostra de Valence du cinéma méditerranéen, 1991, Berdel, Palme d'or du meilleur film
- 6e Adana Altın Koza Film Festival, 1992, Berdel, film finaliste
- 33e Festival du film d'Antalya, 1996, Honour of Lifetime Award
- 14e Festival international du film de Moscou, 1985, Nomination pour le prix d'or (Mine)